# Tutti quelli che cadono
Tutti quelli che cadono (All That Fall) è un dramma radiofonico di Samuel Beckett del 1956, scritto in inglese per il terzo canale radio della BBC e pubblicato nel 1957 dall'editore londinese Faber and Faber. Il manoscritto porta il titolo di Lovely Day for the Races. Il testo fu tradotto anche in francese (da Robert Pinget con l'aiuto dell'autore) come Tous ceux qui tombent.
Diverse repliche sono state improntate in varie radio di diverse lingue, ma Beckett si rifiutò di rappresentarlo in teatro, persino quando a chiederglielo furono grandi registi come Ingmar Bergman e Laurence Olivier. Solo dopo qualche anno dalla morte dell'autore qualche permesso di rappresentazione è stato concesso dagli eredi.
Alla radio italiana (RAI) fu trasmesso per la prima volta il 24 marzo 1961, con la regia di Giorgio Bandini.

## Edizioni
- Samuel Beckett, All That Fall, Faber and Faber, London e Grove Press, New York 1957
- Samuel Beckett, Tous ceux qui tombient, Éditions de Minuit, Paris 1957
- Samuel Beckett, Tutti quelli che cadono, trad. Carlo Fruttero, in Teatro, Einaudi, Torino 1968, pp. 163–200; poi in Teatro completo, Einaudi-Gallimard, Torino 1999, pp. 133–65.